# Туреччина на літніх Олімпійських іграх 1908
Османська імперія була представлена одним спортсменом, Алеко Мулосом на Літніх Олімпійських іграх 1908 у Лондоні. Під час змагань, Османська імперія називалася Туреччиною. Це була перша визнана поява Османської держави, хоча принаймні два спортсмени з Смірни раніше змагалися за Грецію у 1896 році.

## Результати

### Спортивна гімнастика
| Змагання                      | Спортсмен   | Результат | Місце |
| ----------------------------- | ----------- | --------- | ----- |
| Багатоборство серед чоловіків | Алеко Мулос | 154,5     | 67    |

### Коментар
1. ↑  Георгіос Орфанідіз та Георгіос Цітаз